# Нассо-стріт (Мангеттен)
Нассо-стріт (англ. Nassau Street) — вулиця, що розташована у фінансовому районі Мангеттена в Нью-Йорку. Її південний кінець знаходиться на перетині Брод-стріт і Волл-стріт, а північний кінець — на Спрус-стріт, в Університеті Пейс біля підніжжя Бруклінського мосту. На всьому своєму маршруті Нассо-стріт проходить в одному кварталі на схід від Бродвею та Парк-Роу.

## Історія
Нассо-стріт спочатку називалася Кіп-стріт на честь ранньої голландської сім’ї поселенців, але згодом її назвали на честь королівської сім’ї Нідерландів, Оранж-Нассау. Його назвали за деякий час до Вільяма III, голландського принца, який став королем Англії Вільгельмом III, тому це не походження назви, незважаючи на те, як легко її можна було прийняти за таку. Колись на вулиці Нассау було розміщено багато міських газет. Деякий період часу вулиця була відома як Pie Woman's Lane. Наприкінці 20-го століття Нассо-стріт була закрита для руху автомобілів у певні години, щоб сприяти шопінгу.